# Liste der Baudenkmäler in Aachen-Laurensberg
Die Liste der Baudenkmäler in Aachen-Laurensberg enthält die denkmalgeschützten Bauwerke auf dem Gebiet des Stadtbezirks Aachen-Laurensberg in Nordrhein-Westfalen (Stand: 27. September 2016). Diese Baudenkmäler sind in der Denkmalliste der Stadt Aachen eingetragen; Grundlage für die Aufnahme ist das Denkmalschutzgesetz Nordrhein-Westfalen (DSchG NRW).

## Denkmäler
Diese Teilliste der Liste der Baudenkmäler in Aachen umfasst alphabetisch nach Straßennamen sortiert die Baudenkmäler auf dem Gebiet der 1972 nach Aachen eingemeindeten Gemeinde Laurensberg, heute Aachener Gemarkung und Stadtbezirk Laurensberg.
| Bild                                                         | Bezeichnung                                                  | Lage                                                                                | Beschreibung | Bauzeit                                    | Eingetragen seit | Denkmal- nummer  |
| ------------------------------------------------------------ | ------------------------------------------------------------ | ----------------------------------------------------------------------------------- | --- | ------------------------------------------ | ---------------- | ---------------- |
| Gebäude                                                      | Gebäude                                                      | Alte Vaalser Straße 105 Karte                                                       | |                                            |                  |                  |
| „Gut Treut“                                                  | „Gut Treut“                                                  | Am Treut 8 Karte                                                                    | erbaut auf beträchtlich älteren Fundamenten als dreiflügeliger Hof in Bruch- und Backstein; Hof durch Mauer abgeschlossen; Wohnhaus zweigeschossig und vierachsig, als „Villa Treut“ 1910 im Jugendstil restauriert, vorübergehend Verwaltungssitz | 18. /19. Jh.                               |                  |                  |
| Kath. Kirche St. Andreas                                     | Kath. Kirche St. Andreas                                     | Am Weberhof 1 Karte                                                                 | Architekt: Karl Otto Lüfken | 1968                                       |                  | 3636             |
| „Obere Schurzelter Mühle“                                    | „Obere Schurzelter Mühle“                                    | An der Ölmühle 2, 4, 6, 8, 10 Karte                                                 | zunächst Getreidemühle (13. Jh.), anschließend Kupfermühle (17. Jh.), dann Ölmühle und schließlich 1842 Spinnerei und Textilfabrik; L-förmiges und dreigeschossiges weiß geschlämmtes Hauptgebäude in 3:6 Achsen und Blausteinfensterbänken, Eisenankern mit der Jahreszahl 1842, zweigeschossiger rückwärtiger Flügel, ferner ein weiteres niedrigeres zweigeschossiges Gebäude in 8:2 Achsen mit Mansarddach; weitere Backsteinbauten aus dem Ende des 19. Jh. | 1842                                       |                  |                  |
| Wohnhaus                                                     | Wohnhaus                                                     | An der Rast 9 Karte                                                                 | |                                            |                  |                  |
| „Großer Hof“                                                 | „Großer Hof“                                                 | Bocholtzer Straße 29 Karte                                                          | Fränkischer Königshof und Pfalzgut des Aachener Reiches; vierflügeliger weiß geschlämmter Backsteinhof, traufständig zur Straße zweigeschossiges Wohnhaus; Gewände z. T. aus Blaustein; komplett mit Satteldächer ausgestattet | vor 1775                                   |                  |                  |
| „Kleiner Hof“                                                | „Kleiner Hof“                                                | Bocholtzer Straße 50 Karte                                                          | Fränkischer Königshof und Pfalzgut des Aachener Reiches; vierflügeliger Hof in Backstein- und Bruchsteinbauweise; alle Gebäude mit Satteldächer; Wohnhaus zweigeschossig in fünf Achsen mit Blausteingewänden, Eisenanker mit der Jahreszahl 1787, am Wirtschaftsgebäude Eisenanker mit der Jahreszahl 1774 | 1744/1787                                  |                  |                  |
| „Gut Buch“                                                   | „Gut Buch“                                                   | Buchweg 2 Karte                                                                     | dreiflügelige Hofanlage aus Backstein mit Bruchsteinsockel; bestehend aus zweigeschossigem Wohnhaus und anschließenden Wirtschaftsgebäuden. Wohnhaus giebelständig und zweigeschossig in 2:3 Achsen, Gewände im Erdgeschoss aus Blaustein. 1964 Ende des landwirtschaftlichen Betriebes und ab 1985 umgebaut zu einer Wohnanlage. | 1839                                       |                  |                  |
| „Gut Eliashofen“                                             | „Gut Eliashofen“                                             | Buchweg 27 Karte                                                                    | zweigeschossiges und zweiachsiges Wohnhaus aus Mergelquadermauerwerk, errichtet auf ein Kerngebäude aus dem 14. Jh.; 1987 grundlegend saniert und als Wohngebäude genutzt. | 1763                                       |                  |                  |
| „Gut Neukeller“                                              | „Gut Neukeller“                                              | Buchweg 49 Karte                                                                    | vierflügeliger Backsteinhof; zweigeschossiges Wohnhaus mit Kreuzstockfenstern und Türgewänden in Blaustein, Wirtschaftsgebäude aus dem 19. Jh.; Im Inneren des Wirtschaftsgebäudes befindet sich ein englisches Sprengwerk; 1985 wurden Stall und Scheune zu einem Architekturbüro umgebaut; | 1562 (Hof) / 19. Jh. (Wirtschaftsgebäude)  |                  |                  |
| Wohnhäuser (Teile)                                           | Wohnhäuser (Teile)                                           | Bungartsweg 9, 11 Karte                                                             | |                                            |                  |                  |
| „Bongartshof“                                                | „Bongartshof“                                                | Bungartsweg 20, 22 Karte                                                            | ehemals dreiflügeliger Hof mit zweigeschossigem Wohnhaus, alles in Bruchstein, weiß geschlämmt, Veränderungen im 18. und 19. Jh. Um 1900 ergänzt um einen vierten Flügel in Backsteinbauweise | 17. Jh.                                    |                  |                  |
| „Heilig Geist Hof“                                           | „Heilig Geist Hof“                                           | Bungartsweg 21 Karte                                                                | erbaut auf wesentlich älteren Fundamenten als vierflügelige weiß geschlämmte Hofanlage; zweigeschossiger Wohnhausflügel aus Mergel; Im 19. und 20. Jh. mehrfach erweitert | 18./19. Jh.                                |                  |                  |
| weitere Bilder                                               | Blausteinobelisk im Paulinenwäldchen                         | Buschweg Karte                                                                      | Zur Erinnerung an die Schwester Napoleons, Pauline Bonaparte, in Aachener Blaustein errichtet | 1810                                       |                  | −                |
| „Gut Acker“                                                  | „Gut Acker“                                                  | Diepekuhl 16 Karte                                                                  | weiß geschlämmter Hof in Bruchstein und Backstein, Wohnhaus z. T. mit Eternit verkleidet, Jahreszahl in Ankersplinten | 1837                                       |                  |                  |
| weitere Bilder                                               | „Gut Beim Türmchen“                                          | Dreiländerweg 103–105 Karte                                                         | Dreiflügelige Hofanlage aus dem 19. Jh. als Putzbau mit Blausteinwänden, 1979 bis 1983 grundlegend restauriert | vor 1772                                   |                  |                  |
| Wohnhaus und Wachturm „Am Beeck“                             | Wohnhaus und Wachturm „Am Beeck“                             | Dreiländerweg 108 Karte                                                             | ehemaliger Wachturm des Aachener Reichs; Baukern aus dem 15. Jh.; eineinhalbgeschossig mit Bruchsteinsockel im Backsteinmauerwerk; Obergeschoss als Fachwerkbau; | 17. Jh.                                    |                  |                  |
| „Gut Tennenpuhl“ (Teile)                                     | „Gut Tennenpuhl“ (Teile)                                     | Düserhofstraße 3 Karte                                                              | vierflügeliger Bruchsteinhof mit heimischem Mergel; Wohnhaus zweigeschossig in drei Achsen; Tordurchfahrt in Blaustein mit darüberliegendem Fenster, linker Wirtschaftsflügel mit weiterer Blaustein-Tordurchfahrt, einige Fenster mit Holzblockrahmen | 18. Jh.                                    |                  |                  |
| „Gut Bau“, auch „Langer Sprung“ genannt                      | „Gut Bau“, auch „Langer Sprung“ genannt                      | Düserhofstraße 48 Karte                                                             | Zwei Wohnhäuser und quer dazu ein Wirtschaftsgebäude. Ursprünglich im Besitz der Tuchfabrikanten-Familie Clermont aus Vaals | ca. 1780                                   |                  |                  |
| Pfarrhaus                                                    | Pfarrhaus                                                    | Düserhofstraße 52 Karte                                                             | zweigeschossiges, dreiachsiges Bruchsteinhaus mit Satteldach, 1874 umgebaut, 1973 instant gesetzt | 1764                                       |                  |                  |
| Burg Orsbach                                                 | Burg Orsbach                                                 | Düserhofstraße 60 Karte                                                             | Ehemals Teil des Landwehrgrabens sowie Melde- und Wachtturm des Aachener Reiches; Fassade: Bruchstein, Turm: heimischer Mergelstein | 1492                                       |                  |                  |
| Gebäude                                                      | Gebäude                                                      | neben Düserhofstraße 68 Karte                                                       | Backhaus |                                            |                  | 3642             |
| Wohnhaus                                                     | Wohnhaus                                                     | Düserhofstraße 82 Karte                                                             | |                                            |                  |                  |
| weitere Bilder                                               | Kath. Pfarrkirche St. Peter                                  | Düserhofstraße Karte                                                                | anstelle einer Kapelle des 14. Jh. von Vinzenz Statz 1863 neu erbaute neugotische dreischiffige Backstein-Hallenkirche | 1641 (Erwähnung); Neubau 1863/64           |                  |                  |
| „Eulershof“                                                  | „Eulershof“                                                  | Eulersweg 6 Karte                                                                   | dreiflügeliger Backsteinhof, hofseitig durch Mauer abgeschlossen, Wohnhaus verputzt, z. T. mit Blausteingewänden, Wirtschaftsgebäude weiß geschlämmt, Hofeinfahrt mit Wappenstein und Jahreszahl 1668, Im Jahr 1990 als Hof stillgelegt; heute Verwaltungsgebäude | 1668                                       |                  |                  |
| „Gut Scheuer“                                                | „Gut Scheuer“                                                | Ferberberg 2 Karte                                                                  | alte Hofanlage erstmals 1593 erwähnt; heutiger Bau erbaut auf Fundamenten aus dem 17. Jh. als weiß geschlämmter dreiflügeliger Hof in Bruch- und Backsteinbauweise; Wohnhaus eingeschossig, Wirtschaftsgebäude mit Holzblockfenstern | 19. Jh.                                    |                  |                  |
| „Gut Stockheide“                                             | „Gut Stockheide“                                             | Ferberberg 11 (Teile) Karte                                                         | dreiflügeliger Hof in Bruch- und Backsteinbauweise | 19. Jh.                                    |                  |                  |
| „Gut Linde“                                                  | „Gut Linde“                                                  | Ferberberg 16 Karte                                                                 | vierflügeliger Hof erbaut im 19. Jh. auf den alten Fundamenten; zwei- bis zweieinhalbgeschossiges weiß geschlämmtes Wohnhaus in Back- und Bruchstein mit Blausteingewänden und Walmdach; Turmhelm 1892, Tordurchfahrt mit darüber liegenden Balkon mit gusseisernem Korb | vor 1775                                   |                  |                  |
| „Gut Ferber“                                                 | „Gut Ferber“                                                 | Ferberberg 25 Karte                                                                 | separates Herrenhaus des Gutes; 19. Jh. als zweigeschossige Erweiterung mit dreigeschossigem Turm mit vier kleinen Ecktürmchen | 2. Hälfte 19. Jh.                          |                  |                  |
| „Gut Ferber“                                                 | „Gut Ferber“                                                 | Ferberberg 27 Karte                                                                 | erbaut als vierflügeliger weiß geschlämmter Gutshof in Backsteinbauweise | 18./19. Jh.                                |                  |                  |
| „Gut Reinartzkehl“                                           | „Gut Reinartzkehl“                                           | Gemmenicher Weg 109 Karte                                                           | nördliche dreiflügelige Hofanlage in Backstein, erbaut im 19. Jh. auf älterem Kern; Anlage diente im 18. Jh. zeitweise als Armenkinderhaus; erhalten geblieben ist das zweigeschossige weiß geschlämmte Wohnhaus mit fünf Achsen; Türgewände, Fensterbänke und Kellerlukengewände aus Blaustein; im Hof gusseiserne Pumpe mit Blausteintrog; übrige Gebäude durchweg erneuert | 19. Jh.                                    |                  |                  |
| „Gut Reinartzkehl“                                           | „Gut Reinartzkehl“                                           | Gemmenicher Weg 111 Karte                                                           | südliche dreiflügelige Hofanlage in Backstein, erbaut um 1752 lt. Blausteintafel am Eingang; Kern aus dem 14. Jh.; Anlage diente im 18. Jh. zeitweise als Armenkinderhaus; maßgebliche Erweiterungen im 19. Jh.; zweigeschossiges Wohnhaus mit fünf Achsen, Türgewände, Fensterbänke und Kellerlukengewände aus Blaustein | 1752; 19. Jh.                              |                  |                  |
| „Gut Beeck“                                                  | „Gut Beeck“                                                  | Gemmenicher Weg 113, 115 (Teile) Karte                                              | dreiflügelige Hofanlage, bestehend aus zweigeschossigem Wohnhaus aus Backstein, teilweise in Fachwerk, sowie Anschlussgebäude aus Bruchsteinmauerwerk und Wirtschaftsgebäude aus Fachwerk, alles erbaut auf älterem Kern | 2. Hälfte 19. Jh.                          |                  |                  |
| „Gut Hausen“                                                 | „Gut Hausen“                                                 | Hausener Gasse 29, 31 Karte                                                         | bereits 1263 erwähnt; in mehreren Bauabschnitten erweitert als vierflügelige, wasserumwehrte, weiß geschlämmte Anlage in Bruch- und Backstein; lt. Inschrift im Anker am Westflügel auf 1575 datiert, spätgotisches Dach, Nordbau als zweigeschossiger vierachsiger Wohntrakt, Tordurchfahrt und Blausteingewände aus dem 18. Jh.; Wirtschaftsgebäude mit Keilstein und Jahreszahl 164.. in Eisenankern, Torkeilstein mit Jahreszahl 1743 | 1575 und 1743                              |                  |                  |
| Wohnhäuser                                                   | Wohnhäuser                                                   | Herzogsweg 1, 3 Karte                                                               | |                                            |                  |                  |
| Wohnhaus, ehemalige „Hochbrücker Mühle“                      | Wohnhaus, ehemalige „Hochbrücker Mühle“                      | Hochbrück 1                                                                         | zweigeschossiges ehemaliges Herrenhaus mit Blausteingewänden aus dem 19. Jh.; | Anfang 19. Jh.                             |                  |                  |
| Wohnhaus, ehemalige „Südliche Hochbrücker Mühle“             | Wohnhaus, ehemalige „Südliche Hochbrücker Mühle“             | Hochbrück 2–3                                                                       | im 16. Jh. Kupfer-, ab 1771 Ölmühle; dreiflügelige weiß geschlämmte Hofanlage in Backstein; zweigeschossiger Ostflügel, Nordflügel als ehem. Scheune und zweigeschossiger Westflügel mit Stallteil; Straßenseitig abgeschlossen durch eine Mauer mit zwei Einfahrten | Ende 18. Jh.                               |                  |                  |
| Wohnhaus, ehemalige „Nördliche Hochbrücker Mühle“            | Wohnhaus, ehemalige „Nördliche Hochbrücker Mühle“            | Hochbrück 4                                                                         | im 16. Jh. Kupfer-, ab 1771 Ölmühle; dreiflügelige Backstein-Hofanlage mit Satteldächern; Ostflügel besteht aus einem zweigeschossigen winkelförmigen Wohnhaus und der Westflügel aus einem zweigeschossigen Wirtschaftsgebäude | Ende 18. Jh.                               |                  |                  |
| Wohnhaus                                                     | Wohnhaus                                                     | Hofweg 18 Karte                                                                     | |                                            |                  |                  |
| Hofanlage „Kölschend“                                        | Hofanlage „Kölschend“                                        | Hohlweg 17, 19, 21 Karte                                                            | T-förmiges Doppelgebäude, mittlerer Teil in Bruchstein errichtet (18. Jh.), Anbauten 19. Jh. | 18. Jahrhundert                            |                  |                  |
| „Gut Großstück“                                              | „Gut Großstück“                                              | Hubert-Wienen-Straße 6 Karte                                                        | weiß geschlämmte dreiflügelige Hofanlage; zweigeschossiges Backsteinwohnhaus in 3:2 Achsen mit Blausteinwänden; Innenhof mit Mauer abgeschlossen; Jahreszahl in Eisenankern | 1754/19. Jh.                               |                  |                  |
| „Großer Niersteiner Hof“                                     | „Großer Niersteiner Hof“                                     | Laurensberger Straße 20 (Teile) Karte                                               | zweigeschossiges Hauptgebäude mit angebautem rechteckigem Treppenturm mit vierseitiger geschieferter Laterne und polygonalem Helm, Teile des Gebäudes zerfallen, 21. Jh grundlegend restauriert | 16. und 17. Jh.                            |                  |                  |
| „Südlicher Niersteiner Hof“                                  | „Südlicher Niersteiner Hof“                                  | Laurensberger Straße 21 Karte                                                       | vierflügelige Hofanlage in Bruchsteinbauweise, zweigeschossiges Wohnhaus mit Krüppelwalmdach und Kreuzstockfenstern aus Blaustein | 17. Jh.                                    |                  |                  |
| „Nördlicher Niersteiner Hof“                                 | „Nördlicher Niersteiner Hof“                                 | Laurensberger Straße 29 Karte                                                       | vierflügelige weiß geschlämmte Hofanlage in Bruchsteinbauweise; seit den 80er Jahren des 20. Jh. außer Betrieb; zweigeschossiges Wohnhaus mit barocken Stichbogen- und Quersprossenfenstern und mit Jahreszahl 1651, innen Kölner Decken; Wirtschaftsgebäude mit Toreinfahrt un Keilstein mit den Jahreszahlen 1565 und 1786 | 1651                                       |                  |                  |
| Wohnhaus                                                     | Wohnhaus                                                     | Laurensberger Straße 53 Karte                                                       | |                                            |                  |                  |
| „Gut Linde“                                                  | „Gut Linde“                                                  | Laurensberger Straße 78 Karte                                                       | dreiflügelige Hofanlage; weiß geschlämmte Wirtschaftsgebäude in Bruchstein aus dem 18. Jh., zweigeschossiges Wohnhaus in sechs Achsen aus dem 19. Jh. erbaut aus Mergelsteinmauerwerk, später Ziegelsteinmauerwerk | 18. und 19. Jh.                            |                  |                  |
| Wohnhaus (Teile)                                             | Wohnhaus (Teile)                                             | Laurensberger Straße 81 Karte                                                       | |                                            |                  |                  |
| Wohnhaus (Teile)                                             | Wohnhaus (Teile)                                             | Laurensberger Straße 83 Karte                                                       | |                                            |                  |                  |
| Wohnhaus                                                     | Wohnhaus                                                     | Laurensberger Straße 103 Karte                                                      | |                                            |                  |                  |
| Wohnhaus (Teile)                                             | Wohnhaus (Teile)                                             | Laurensberger Straße 132 Karte                                                      | |                                            |                  |                  |
| „Gut Vetschauer Schmiede“                                    | „Gut Vetschauer Schmiede“                                    | Laurensberger Straße 140 Karte                                                      | dreiflügelige Hofanlage aus Grobquadern, Wohnhaus erbaut in Backstein zw. 1830 und 1850 | 18. Jh.                                    |                  |                  |
| Wohnhäuser                                                   | Wohnhäuser                                                   | Laurensberger Straße 141, 143 Karte                                                 | |                                            |                  |                  |
| Panzersperren                                                | Panzersperren                                                | westl. von Laurensberg                                                              | Teil des Westwalls; Höckerlinie aus Stahlbeton | 1938/39                                    |                  |                  |
| „Wehrturm Hirsch“ auch „Türmchen“ genannt                    | „Wehrturm Hirsch“ auch „Türmchen“ genannt                    | Laurentiusstraße 2 Karte                                                            | Turm Bestandteil des Überwachungs- und Meldesystems des Aachener Reiches; ursprünglich zweigeschossiger, im 19. Jh. aufgestockter Wehrturm aus Bruchstein, im Kern der ehemalige Wachturm Hirsch oder Türmchen, niedrigere Flügel an beiden Seiten erbaut 1684 mit Bruch- und Blausteinwerk | 15. Jh./1684                               |                  |                  |
| Wohnhaus                                                     | Wohnhaus                                                     | Laurentiusstraße 56 Karte                                                           | |                                            |                  |                  |
| „Gut Kamp“                                                   | „Gut Kamp“                                                   | Laurentiusstraße 63–65, 67–71 Karte                                                 | erwähnt bereits im 9. Jh.; Neubau im 16. Jh. in Bruchstein; spätere Umbeuten zu einer dreiflügeligen weiß geschlämmte Hofanlage mit Backsteinbauwerk. Zweigeschossiges Wohngebäude mit Kreuzstockfenstern; Hof durch Mauer mit Blausteintor abgeschlossen | 16. Jh.                                    |                  |                  |
| weitere Bilder                                               | Kath. Pfarrkirche St. Laurentius und Küsterhaus              | Laurentiusstraße 75 Karte                                                           | Ersterwähnung um 870; 1482 Neubau im spätgotischen Stil, aus dieser Zeit ist der Turm noch erhalten; 1912/13 erneuter Neubau durch Dombaumeister Joseph Buchkremer | 1482                                       |                  |                  |
| Wohnhaus                                                     | Wohnhaus                                                     | Laurentiusstraße 79 Karte                                                           | |                                            |                  |                  |
| „Lemierser Mühle“                                            | „Lemierser Mühle“                                            | Lemierser Berg 92 Karte                                                             | 1606 erwähnt als ehemalige Kupfermühlen; Villenartiger Backsteinbau mit dreigeschossigem Turm und ausgedehnter Parkanlage | 19. Jh.                                    |                  |                  |
| Wohnhaus                                                     | Wohnhaus                                                     | Lemierser Berg 130 Karte                                                            | | 1843                                       |                  |                  |
| „Gut Büschchen“                                              | „Gut Büschchen“                                              | Mittelstraße 30 Karte                                                               | vierflügeliger Bruchsteinhof lt. Torschlussstein 1656 erbaut, zweigeschossiges Wirtschaftsgebäude in 5:3 Achsen aus dem 18. Jh., Front verputzt und mit Blausteingewände und Walmdächer ausgestattet, dreigeschossiges verputztes Wohnhaus aus dem 19. Jh. mit gusseisernem Balkon, weit überstehendes Dach auf Holzkonsolen aufgelegt, im 2. OG Eisenanker mit Jahreszahl 1851, alles jeweils umfangreich runderneuert und erweitert; | 1659 / 1851                                |                  |                  |
| „Kleiner Neuenhof“                                           | „Kleiner Neuenhof“                                           | Neuenhofer Weg 7–19 Karte                                                           | mehrflügelige Hofanlage in Ziegelbauweise, überwiegend weiß geschlämmt, bestehend aus zweigeschossigem Herrenhaus (1. Hälfte 19. Jh.) und einem nördlichen Flügel mit Wohnhaus und Wirtschaftsteil (Kern aus dem 18. Jh.); 1982/83 umfangreiche Umbauten als Wohnkomplex | 18. Jh. (Kernbauten), 19. Jh. (Herrenhaus) |                  |                  |
| „Großer Neuenhof“                                            | „Großer Neuenhof“                                            | Neuenhofer Weg 21 Karte                                                             | ehemals wasserumwehrte vierflügelige Hofanlage, größere Um- und Ausbaumaßnahmen im 18. Jh. und 19. Jh.; Wohnhaus zweigeschossig mit drei Achsen, zweigeschossiger Anbau mit Tordurchfahrt; Hof beherbergt ab 1972 eine Außenstelle des Universitätsklinikums Aachen | 15. Jh.                                    |                  |                  |
| „Nonnenhof“                                                  | „Nonnenhof“                                                  | Nonnenhofstraße 90, 92, 94, 96, 98, 100, 102, 104, 106, 108, 110 Karte              | Zur ehemaligen Reichsabtei Burtscheid gehörend; dreiflügelige Hofanlage, 1615 (Wohnhaus) und 1740 (Wirtschaftsgebäude) im Auftrag der amtierenden Äbtissinnen maßgeblich erweitert; ältere Trakte in weiß geschlämmter Bruchstein, jüngere in Backstein; zweigeschossiges fünfachsiges Wohnhaus mit Krüppelwalmdach und Wappensteine der Äbtissin Anna Maria Reitz von Frentz mit der Jahreszahl 1615, straßenseitig scheunentrakte mit Scheuentor und Wappenstein der Abtissin Anna Carolina Margarethe van Renesse van Elderen und der Jahreszahl 1740 | 1338 / 1615 / 1740                         |                  |                  |
| „Gut Kirschbäumchen“                                         | „Gut Kirschbäumchen“                                         | Orsbacher Straße 20 (Teile) Karte                                                   | zweigeschossiger weiß geschlämmter giebelständiges Backsteinbau mit Satteldach im klassizistischen Stil; | 2. Hälfte 19. Jh.                          |                  |                  |
| weitere Bilder                                               | Universitätsklinikum Aachen                                  | Pauwelsstraße 30 Karte                                                              | Stahlskelettbau nach Plänen von Weber & Brand | 1971–1985                                  |                  |                  |
| Telefonhäuschen FeH 78                                       | Telefonhäuschen FeH 78                                       | Püngeler Straße / Vaalser Straße o. Nr. Karte                                       | Telefonzelle der Baureihe FeH 78, laut Eintragungsblatt ehemals den öffentlichen Raum und den gesellschaftlichen Alltag prägend | 1989                                       |                  |                  |
| „Gut Purweide“                                               | „Gut Purweide“                                               | Purweider Weg 12–14a Karte                                                          | erste Erwähnung 1664; vierflügeliger weiß geschlämmter Backsteinhof; 1880 im Besitz von Arnold Königs und um ein zweigeschossiges Herrenhaus mit Doppelgiebelanlage erweitert, Hof mit Mauer und korbbogiger Tordurchfahrt abgeschlossen. | 17. Jh. / 1880                             |                  |                  |
| Wohnhaus                                                     | Wohnhaus                                                     | Rathausstraße 3 Karte                                                               | |                                            |                  |                  |
| Wohnhaus                                                     | Wohnhaus                                                     | Rathausstraße 10 Karte                                                              | ehemalige „Aachener Chemische Werke für die Textilindustrie GmbH“ Peter Ney |                                            |                  |                  |
| „Haus Weyenberg“                                             | „Haus Weyenberg“                                             | Rathausstraße 43 Karte                                                              | schmales Giebelständiges zweigeschossiges weiß geschlämmtes Backsteingebäude mit Blausteinwänden und Satteldach, Neubau im 18. Jh. und Umbau im 19. Jh. mit einer weiteren Achse; Blausteintorpfosten; ehemaliges Laurensberger Rathaus; rückwärtig ein achteckiger Pavillon in Parkanlage | 1524 (Ersterwähnung) / 18. und 19. Jh.     |                  |                  |
| „Gut Berger Hochkirchen“                                     | „Gut Berger Hochkirchen“                                     | Rathausstraße 45 Karte                                                              | vierflügelig Hofanlage; Ostflügel 16. Jh., erweitert im 18. Jh., Wohnhaus und Treppenturm (17./18. Jh.) sowie Wirtschaftsgebäude (18./19. Jh.), weiß geschlämmte Bruch- und Backsteingebäude mit Blausteinwänden. Hauptgebäude zweigeschossig in 6:2 Achsen, Walmdach, Im Winkel anschließend weiteres zweigeschossiges Gebäude mit Treppenturm, niedrigere Wirtschaftsgebäude, Toreinfahrt in Blaustein und flachgiebel | ab dem 16. Jh.                             |                  |                  |
| „Haus Barriere“                                              | „Haus Barriere“                                              | Rathausstraße 62 Karte                                                              | ehemaliges Zollhaus; weiß geschlämmtes zweigeschossiges Gebäude aus Bruchstein, Mergel und Backstein, Fassade im „Aachen-Lütticher-Stil“ mit kaiserlichem-doppelköpfigem Adler der von den Thurn und Taxis betriebenen Kaiserlichen Reichspost über der Eingangstür | 1775–1780                                  |                  |                  |
| Eisenbahnüberführung                                         | Eisenbahnüberführung                                         | Rathausstraße Karte                                                                 | |                                            |                  | 05334002 A 03377 |
| Wohnhaus                                                     | Wohnhaus                                                     | Roermonder Straße 286 Karte                                                         | |                                            |                  |                  |
| Wohnhaus                                                     | Wohnhaus                                                     | Roermonder Straße 298 Karte                                                         | |                                            |                  |                  |
| Wohnhaus (Teile)                                             | Wohnhaus (Teile)                                             | Roermonder Straße 386, 388 Karte                                                    | | 1862                                       |                  |                  |
| „Oberster Hof“                                               | „Oberster Hof“                                               | Schlangenweg 360 Karte                                                              | dreiflügelige Hofanlage mit Kern aus dem 16. Jh., im 19. und 20. Jh. wesentlich erneuert und ausgebaut; weiß geschlämmter Bruch- und Backsteinbau und teilweise mit Mergel errichtet; zweigeschossiges Wohnhaus und zweigeschossiger Anbau in Bruchstein mit Backsteingewänden; ein Wirtschaftsflügel in den 1940er-Jahren neu erbaut | 16. Jh.                                    |                  |                  |
| „Gut Beulardstein“                                           | „Gut Beulardstein“                                           | Schlossparkstraße 93a Karte                                                         | weiß geschlämmter ehemals wasserumwehrter Vierseithof mit Wehrturm aus Bruchsteinen und Feldbrandziegeln; die östl. Wirtschaftsgebäude sind 1768 und 1699 datiert. Ein Torkeilstein trägt die Jahreszahl 1609 und an der Hofseite des südl. Stallflügels ist in Eisenankern 1686 eingraviert; Erweiterungen und Umbauten im 17. und 18. Jh. Ältester Teil ist der zweigeschossige Wohnturm mit abgewalmten Dach | 15./16. Jh.                                |                  |                  |
| Wehrturm                                                     | Wehrturm                                                     | Schloss-Rahe-Straße 12 Karte                                                        | alte Wehrturmanlage in Bruchsteinquadern, heute dreigeschossiges Wohnhaus mit Walmdach | 15. Jh.                                    |                  |                  |
| weitere Bilder                                               | „Schloss Rahe“                                               | Schloss-Rahe-Straße 15 Karte                                                        | vierflügeliges Wasserschloss auf den Fundamenten einer ehemaligen Wasserburg aus dem 15. Jh.; zweigeschossiges 12-achsiges Wohnhaus in den strengen Formen des Aachener Barocks; die beiden Mittelachsen durch Mittelrisalit betont, später um ein weiters Geschoss mit Flachgiebel und Mansardwalmdach erhöht, übrige Flügel ebenfalls mit Mansarddach versehen, Wetterfahne mit Jahreszahl 1787, große Parkanlage, ursprünglich im französischen Stil; heute Business-Center | 1787                                       |                  |                  |
| Fabrikgebäude                                                | Fabrikgebäude                                                | Schloss-Rahe-Straße 23 Karte                                                        | ehemalige Streichgarnspinnerei Gilljam, 1969 stillgelegt | 1891                                       |                  |                  |
| „Gut Schlottfeld“                                            | „Gut Schlottfeld“                                            | Schlottfelder Straße 13 Karte                                                       | Zweigeschossiges neunachsiges Herrenhaus mit Blausteingewänden einer vormals vierflügeligen weiß geschlämmten Backsteinhofanlage; dreiachsiger Mittelrisalit höher und mit abgewalmten Mansarddach, Blausteintor mit Torkeilstein und Jahreszahl 1785, Reste einer Parkanlage | 1785                                       |                  |                  |
| „Gut Schlottfeld“                                            | „Gut Schlottfeld“                                            | Schlottfelder Straße 15–17 Karte                                                    | Seitentrakte der vierflügeligen weiß geschlämmten Backsteinhofanlage; Außenwände aus Mergel deuten auf ältere Bauzeit hin | 1785                                       |                  |                  |
| Bahnbetriebswerk AC-West                                     | Bahnbetriebswerk AC-West                                     | Schlottfelder Straße Karte                                                          | bestehend aus einer 23-m-Drehscheibe, einem 15-ständiger Ringlokschuppen, eine mehrgleisige Reparaturhalle sowie eine Kohlebühne. | 1910                                       |                  |                  |
| BW                                                           | Stellwerk R2 Aachen West                                     | Schlottfelder Straße Karte                                                          | |                                            |                  |                  |
| „Gut Wegscheid“                                              | „Gut Wegscheid“                                              | Schmiedgasse 7 Karte                                                                | vierflügelige Backstein-Hofanlage, zweieinhalbgeschossig in fünf Achsen, erbaut auf wesentlich älterem Kernbau; Hoffassade verputzt; Türgewände, Fensterbänke und Torbogen aus Blaustein; heute Demeterhof | 2. Hälfte 19. Jh.                          |                  |                  |
| weitere Bilder                                               | „Gut Melaten“ (mit Freiflächen und Brunnen)                  | Schneebergweg 30 Karte                                                              | ehemaliges Leprosorium, 1787 letzte Bestattung; später landwirtschaftlicher Hof; Lage an der Via Regia; erbaut aus heimischen Mergel; Kellergewölbe und Mauern mittelalterlich Herkunft, vierflügeliger Hof in Bruchstein mit Ergänzungen in Backstein; Blautseintor, zweigeschossiges Wohnhaus; Wirtschaftsgebäude mit Eisenankern und Jahreszahl 1783; Kapelle 1896 abgetragen und zum Aachener Ostfriedhof transloziert. | um 1270 (Erwähnung); 18./19. Jh.           |                  |                  |
| Panzersperren                                                | Panzersperren                                                | Schneebergweg Karte                                                                 | 350 m langes Teilstück des Westwalls am Südwesthang des Schneeberges. Die Befestigung besteht im östlichen und westlichen Abschnitt aus einer bis zu 3,70 m hohen Panzermauer und im mittleren Teil aus einer 5-zügigen Höckerlinie aus Stahlbeton (13,45 m breit und bis zu 1,50 m hoch). Die Panzermauer hat zum Teil noch oben waagrecht herausragende Eisen, die früher ein Drahthindernis hielten. | 1938/39                                    |                  | 3504             |
| „Gut Schurzelt“                                              | „Gut Schurzelt“                                              | Schurzelter Straße 40, 42, 44–44a, 46, 48, 50, 52 Karte                             | Vierflügeliger weiß geschlämmter ehemaliger Gutshof in Backstein auf älterem Kern; zweigeschossiges Wohnhaus mit Blausteingewänden und in 6:2 Achsen, linke 7. Achse war ursprünglich um einen um eineinhalb Geschosse erhöhter Turm mit abgewalmten Mansarddach | 18. Jh.                                    |                  |                  |
| „Gut Schurzelt“                                              | „Gut Schurzelt“                                              | Schurzelter Straße 54, 56, 58 (Teile), 60 (Teile), 62 (Teile), 64 (Teile), 66 Karte | Teil des alten Gutshofes; Einbau eines zweigeschossigen Fabrikgebäudes mit Krüppelwalmdach und hohem Schornstein, linker Flügel weitgehend erneuert | 19. Jh.                                    |                  |                  |
| weitere Bilder                                               | „Burg Seffent“                                               | Schurzelter Straße 200 Karte                                                        | ehemalige Wasserburg, vierflügelige Anlage aus Bruchstein, Kern 16. Jh., Wirtschaftsgebäude 17. Jh., heutige Bausubstanz aus dem 18. Jh.; Hauptflügel flankiert von einem niedrigen Rundturm im NO und einem Halbturm im SO; südwärts anschließend zweieinhalb geschossiger Trakt mit Quersprossenfenster sowie einem Anbau mit vermauerter Tordurchfahrt. Westflügel separat erbaut und runderneuert | 896 (Ersterwähnung) / 18. Jh.              |                  |                  |
| „Hof Bach“                                                   | „Hof Bach“                                                   | Schurzelter Straße 201 Karte                                                        | dreiflügelige Hofanlage erbaut auf den Fundamenten einer Papiermühle von 1722 in weiß geschlämmten Bruchstein | 1824–1842                                  |                  |                  |
| „Gut Kaschenpütz“                                            | „Gut Kaschenpütz“                                            | Schurzelter Straße 205–207 Karte                                                    | mehrflügelige Hofanlage aus weiß geschlämmten Bruch- und Backstein | 1758                                       |                  |                  |
| Eisenbahnüberführung                                         | Eisenbahnüberführung                                         | Schurzelter Straße Karte                                                            | |                                            |                  |                  |
| „Althöfchen“ und „Neuhöfchen“,                               | „Althöfchen“ und „Neuhöfchen“,                               | Seffenter Berg 2–4 Karte                                                            | vierflügelige weiß geschlämmte Hofanlage aus Bruchstein und Blausteingewänder im Verbund mit Haus-Nr. 6 | vor 1682                                   |                  |                  |
| „Althöfchen“ und „Neuhöfchen“,                               | „Althöfchen“ und „Neuhöfchen“,                               | Seffenter Berg 6 Karte                                                              | Seitentrakt zu Haus-Nr. 2–4 | vor 1682                                   |                  |                  |
| „Gut Schüllshof“                                             | „Gut Schüllshof“                                             | Seffenter Berg 10 Karte                                                             | ehemalige Schmiede, später Backstube; 1913 kernsanierter Neubau | vor 1775                                   |                  |                  |
| Wohnhaus                                                     | Wohnhaus                                                     | Seffenter Berg 11 Karte                                                             | |                                            |                  |                  |
| „Gut Kalkhütte“                                              | „Gut Kalkhütte“                                              | Seffenter Berg 22 Karte                                                             | dreiflügeliger weiß geschlämmter Backsteinhof aus dem Ende des 18. bis Anfang 19. Jh. | vor 1695                                   |                  |                  |
| „Gaßmühle“                                                   | „Gaßmühle“                                                   | Senserbachweg 140 Karte                                                             | weiß geschlämmte offen vierflügelige aufgestockte Hofanlage; zweigeschossiges Wohnhaus in drei Achsen als Bruch- und Backsteinbau sowie mit Satteldach und Blausteingewänden; einseitiger Anbau mit Walmdach | 1375 (Erwähnung) / 18./19. Jh.             |                  |                  |
| Wohnhaus                                                     | Wohnhaus                                                     | Senserbachweg 212 Karte                                                             | |                                            |                  |                  |
| Wohnhaus                                                     | Wohnhaus                                                     | Senserbachweg 218 Karte                                                             | | 1842                                       |                  |                  |
| Wohnhaus (Teile)                                             | Wohnhaus (Teile)                                             | Senserbachweg 219 Karte                                                             | |                                            |                  |                  |
| Scheeberg-Kapelle                                            | Scheeberg-Kapelle                                            | Senserbachweg Karte                                                                 | | 1963                                       |                  |                  |
| „Gut Soerser Hochkirchen“                                    | „Gut Soerser Hochkirchen“                                    | Soerser Weg 115 Karte                                                               | Ersterwähnung im 14. Jh.; ehemals wasserumwehrte vierflügelige Hofanlage; Außenmauern aus 15./16. Jh.; zweigeschossiges Herrenhaus von 1773, zum Teil mit Blausteinfensterbänken; Ostflügel schmaler und mit krobbogier Tordurchfahrt; größere Parkanlage, im 19. Jh. Sommerresidenz der Familie Schervier und von dieser erweitert | 18./19. Jh.                                |                  |                  |
| „Gut Kuckesrath“                                             | „Gut Kuckesrath“                                             | Soerser Weg 165 Karte                                                               | Ersterwähnung im 15. Jh.; nach Umbau im 18. Jh. teilweise wasserumwehrter vierflügeliger Hof mit weiß geschlämmter Front; zweigeschossiges Wohnhaus in vier Achsen mit barocken Blausteinwänden mit Keilsteinen | 18. Jh.                                    |                  |                  |
| „Gut Heumesser“                                              | „Gut Heumesser“                                              | Soerser Weg 186 Karte                                                               | dreiflügeliger Backsteinhof mit weiß geschlämmten Fassaden und Blausteingewänden, Hof mit Mauer und Blausteinportal abgeschlossen, Keilstein im Portal mit Jahreszahl 1783 | 1783                                       |                  |                  |
| „Bütershöfchen“                                              | „Bütershöfchen“                                              | Soerser Weg 268 Karte                                                               | anfangs drei-, später vierflügelige ehemals wasserumwehrte Hofanlage als Ziegelbau mit barocker Blausteinfassung, Wohnhaus eingeschossig und fünfachsig plus Tordurchfahrt, Blausteingewände, Jahreszahl 1782 in Eisenankern | 1521 / 1782                                |                  |                  |
| Soerser Haus                                                 | Soerser Haus                                                 | Soerser Weg 310 Karte                                                               | erste Erwähnung um 1290, mächtiger und quadratischer Wohnturm aus dem 15. Jh.; zweiflügelige weiß geschlämmte Vorburg in Bruch- und Backstein (16./17. Jh.); wasserumwehrtes Herrenhaus (18. Jh.) mit zweigeschossigen Seitenflügel aus dem Jahre 1900; linker Seitenflügel mit Strebepfeilern aus dem 19. Jh.; Herrenhaus dreiflügelig in Bruchstein, Fenstergewände zum Teil in Werkstein, Wohnturm dreigeschossig mit Zinnenkranz, Vorburg bestehend aus zwei zum Teil weiß geschlämmten Wirtschaftsflügeln in Backstein und Fachwerk; Blausteinportal als Hofeinfahrt mit Doppelwappen und Jahreszahl 1747, später Restaurierungsarbeiten und teilweise Veränderungen. | 13. Jh. / 1747                             |                  |                  |
| „Gut Kleine Gasse“                                           | „Gut Kleine Gasse“                                           | Soerser Weg 349 Karte                                                               | mehrflügelige weiß geschlämmte Backsteinhofanlage; später verändertes zweigeschossiges Wohnhaus, Scheune rückwärtig mit klassizistischer Pilasterarchtektur; Anlage ehemals Eigentum der Familie Cockerill | 18./19. Jh.                                |                  |                  |
| „Gut Große Gasse“                                            | „Gut Große Gasse“                                            | Soerser Weg 350 Karte                                                               | dreiflügeliger Backsteinhof ebenfalls von der Familie Cockerill im 19. Jh. erworben und runderneuert, weiß geschlämmte Wirtschaftsgebäude; eingeschossiges Wohnhaus mit Krüppelwalmdach aus den 1920er-Jahren; Scheune mit Ankereisen und Jahreszahl ..69 | 17. Jh. /1869                              |                  |                  |
| „Soerser Mühle“                                              | „Soerser Mühle“                                              | Sonnenweg 11 Karte                                                                  | zunächst Kupfer- (17. Jh.), dann Walkmühle (18. Jh.), 1829 Nadelschleif- und Poliermühle, 1896 Färberei; Fabrikgebäude als Backsteinkomplex mit dreigeschossigem Turm | Mitte 19. Jh.                              |                  |                  |
| „Gut Bach“                                                   | „Gut Bach“                                                   | Sonnenweg 14 Karte                                                                  | ehemals weiß geschlämmter dreiflügeliger Backsteinhof, eingeschossiges Wohnhaus in 2:3-Achsen, Hof durch Mauer mit Tor abgeschlossen, Umbau 19. Jh., Jhrszahl datiert durch Eisenanker | 1723                                       |                  |                  |
| Panzersperren                                                | Panzersperren                                                | südl. des Steppenbergs                                                              | Teil des Westwalls; Höckerlinie aus Stahlbeton | 1938/39                                    |                  |                  |
| „Gut Obere Müsch“ und Teile des „Klosters St. Raphael“       | „Gut Obere Müsch“ und Teile des „Klosters St. Raphael“       | Strüverweg 1a, 1b Karte                                                             | Gutshof als zweigeschossiges, weiß geschlämmtes, neunachsiges Backsteingebäude und klassizistischem Vorbau; 1867 mehrflügeliger und viergeschossiger Ergänzungsbau in rotem Backstein für die Tuchfabrik van Gülpen, diese ab 1903 Kloster und Ordenssitz der Töchter vom heiligen Kreuz, heute Seniorenheim und Wohnpark | 1686; 1867                                 |                  |                  |
| „Gut Mittlere Müsch“                                         | „Gut Mittlere Müsch“                                         | Strüverweg 3, 3a Karte                                                              | Neubau eines stark verändertes zweigeschossiges, weiß geschlämmtes Gebäudes mit Holzzargen als Gewände; erbaut auf den Fundamente eines Altbaus von vor 1775; Hauptkörper mit einem einachsigen Winkelanbau | Mitte 19. Jahrhundert                      |                  |                  |
| „Gut Untere Müsch“                                           | „Gut Untere Müsch“                                           | Strüverweg 5 Karte                                                                  | Neubau eines Winkelhofes in Backsteinbauweise; erbaut auf den Fundamenten eines Altbaus von vor 1775; fünf Achsen mit Türgewände und Fensterbänke aus Blaustein; Über Toreinfahrt Figurennische, An der Zufahrt vom Rütscher Weg zwei Torpfosten in Blaustein | Mitte 19. Jahrhundert                      |                  |                  |
| „Gut Strüver“                                                | „Gut Strüver“                                                | Strüverweg 41 Karte                                                                 | Ersterwähnung vor 1771; weiß geschlämmte vierflügelige Hofanlage in Backsteinbauweise mit zweigeschossigem Wohnhaus in 6:4 Achsen und zwei Ochsenaugen in den Giebeln; Blausteinfensterbänke, fenster zum Teil verändert, Wirtschaftsgebäude verändert oder erneuert, 1980er Jahre grundlegend saniert. | 19. Jh.                                    |                  |                  |
| „Gut Bau“                                                    | „Gut Bau“                                                    | Strüverweg 75 Karte                                                                 | Ersterwähnung vor 1771; erbaut auf älteren Fundamenten als dreiflügeliger Hof in Backsteinbauweise mit zweigeschossigem Herrenhaus; alle Bauteile sind mit Satteldächern gedeckt; heute u. a. Kindertagesstätte und Atelier | um 1800                                    |                  |                  |
| „Stockheider Mühle“                                          | „Stockheider Mühle“                                          | Strüverweg 112–118 Karte                                                            | älteste Erwähnung im 13. Jh. als Kupfermühle, Ende des 18. Jh. Walkmühle; Ende 19. Jh. sowie 1945 umfangreiche bauliche Erweiterung zur Färberei und zum Textilausrüstungsbetrieb. Heute: „Tuchwerk Aachen“. Sitz des „Theater K“ und des „Atelier Pasch“; dreiflügeliger offener teils geschlämmter Hof in Bruchstein und Backstein; ehemaliges Wohnhaus zweigeschossig und siebenachsig sowie frontseitig verputzt; niedrigere Wirtschaftsgebäude | 1891                                       |                  |                  |
| weitere Bilder                                               | Müschpark                                                    | Strüverweg Karte                                                                    | anfangs als Ferme Ornée des Guts Obere Müsch angelegt, später bis auf ca. 11 ha erweitert, ausgestattet mit exot. Bäumen, Parkalleen, Teiche, Nutzgarten, Obst- und Viehwiesen sowie Gewächshäuser | zw. 1803 und 1814                          |                  |                  |
| Gemeindehaus der Orthodoxe Fraternität in Deutschland        | Gemeindehaus der Orthodoxe Fraternität in Deutschland        | Vaalser Straße 332 Karte                                                            | |                                            |                  |                  |
| weitere Bilder                                               | Campo Santo im Westfriedhof II (katholischer Teil)           | Vaalser Straße Karte                                                                | 62 m langes Gruftengebäude mit turmartigem Mittelbau, außen neugotisch, innen Jugendstil, erbaut nach Plänen von Stadtbaumeister Joseph Laurent | 1899–1905                                  |                  |                  |
| Aussegnungshalle auf dem Westfriedhof I (evangelischer Teil) | Aussegnungshalle auf dem Westfriedhof I (evangelischer Teil) | Vaalser Straße Karte                                                                | im Stil der Neorenaissance | 1899                                       |                  |                  |
| „Paffenbroich“                                               | „Paffenbroich“                                               | Vaalser Straße 496 Karte                                                            | erwähnt 1280; mehrflügelige wasserumwehrte Hofanlage mit weiß geschlämmten Back- und Bruchsteinfassaden; Wohnhaus in Backsteinbauweise mit Krüppelwalmdach und Blausteinfensterbänke, zweigeschossig in fünf Achsen mit betontem Giebel in der Mittelachse | 18./19. Jh.                                |                  |                  |
| Wohnhäuser                                                   | Wohnhäuser                                                   | Vaalser Straße 517 Karte                                                            | Erbaut nach Plänen von Johann Peter Cremer und diente bis in die 50er Jahren als Zollstation zwischen den Niederlanden und Deutschland | 1829/1830                                  |                  |                  |
| Wohnhaus                                                     | Wohnhaus                                                     | Vaalser Straße 526 Karte                                                            | |                                            |                  |                  |
| „Vetschauer Mühle“                                           | „Vetschauer Mühle“                                           | Vetschauer Berg 1 (Teile) Karte                                                     | ehemalige Mühle um 1950 stillgelegt, Mühlenstumpf aus Bruchstein und mit Backstein ergänzt; ehemaliger Zinnenkranz entfernt und in den 1950er-Jahren neues Betonkegeldach ersetzt | Kern um 1700                               |                  |                  |
| Wohnhaus (Teile)                                             | Wohnhaus (Teile)                                             | Vetschauer Berg 2 Karte                                                             | |                                            |                  |                  |
| Panzersperren                                                | Panzersperren                                                | westl. von Vetschau                                                                 | Teil des Westwalles; Höckerlinie aus Stahlbeton | 1938/39                                    |                  |                  |
| „Wildbacher Mühle“                                           | „Wildbacher Mühle“                                           | Wildbacher Mühle 37, 37a, 37b Karte                                                 | erbaut auf Fundamenten aus dem 16. Jh. als Kupfermühle, später Walkmühle; Mühlengebäude aus dem Jahre 1754 als zweigeschossiges weiß geschlämmtes Backsteingebäude mit barocken Blausteinwänden und Walmdach | 1754                                       |                  |                  |
| Restaurant „Lua Paulina“                                     | Restaurant „Lua Paulina“                                     | Zum Blauen Stein 35 Karte                                                           | |                                            |                  |                  |
| „Gut Bergerbusch“                                            | „Gut Bergerbusch“                                            | Zum Blauen Stein 36 Karte                                                           | Teil des ehemaligen Trappistenklosters Mont Sion; Franz. Trappistinnen blieben bis 1826, obwohl die Anlage 1775 in Privatbesitz kam; Danach erweitert um ein weiß geschlämmtes zweigeschossiges Wohnhaus (Nr. 40) sowie zwei Gebäudeflügel (Nr. 36, 38) | 19. Jh.                                    |                  |                  |
| „Gut Bergerbusch“                                            | „Gut Bergerbusch“                                            | Zum Blauen Stein 38, 38a Karte                                                      | Teil des ehemaligen Trappistenklosters Mont Sion; nach 1826 erweitert um zwei Gebäudeflügel (Nr. 36, 38) | 19. Jh.                                    |                  |                  |
| „Gut Bergerbusch“                                            | „Gut Bergerbusch“                                            | Zum Blauen Stein 40 Karte                                                           | Teil des ehemaligen Trappistenklosters Mont Sion; nach 1826 erweitert um ein weiß geschlämmtes zweigeschossiges Wohnhaus (Nr. 40) | 19. Jh.                                    |                  |                  |
| Teile einer ehem. Scheune                                    | Teile einer ehem. Scheune                                    | Zum Blauen Stein Karte                                                              | zum „Gut Bergerbusch“ gehörend; freistehendes lang gestrecktes Wirtschaftsgebäude - darin integriert die Scheune und auch Viehställe | 18./19. Jh.                                |                  |                  |